# Taťána Kuchařová
Taťána Kuchařová (v době manželství nejprve Taťána Gregor, později Taťána Gregor Brzobohatá, * 23. prosince 1987 Trnava) je česká topmodelka, zakladatelka Nadace Krása pomoci a podnikatelka (zakladatelka své značky ICONIC by Tatiana Kucharova).[zdroj?] V roce 2006 se stala Miss České republiky a Miss World, jako první vítězka nejstarší světové soutěže krásy z České republiky, která se konala 30. září 2006 ve Varšavě. V roce 2013 obsadila druhé místo v 6. řadě soutěže StarDance.
V roce 2008 iniciovala založení Nadace Krása pomoci, která se dlouhodobě zaměřila na pomoc seniorům.

## Osobní život
Narodila se ve slovenské Trnavě a vyrostla v českém Opočně.
Na Mezinárodním filmovém festivalu Karlovy Vary 2013 zveřejnila partnerský vztah s hudebním skladatelem Ondřejem Gregorem Brzobohatým. Jejich svatba se konala 30. června 2016 v bazilice Nanebevzetí Panny Marie premonstrátského Strahovského kláštera v Praze. V prosinci 2021 ukončili vztah a v roce 2022 se rozvedli. Po rozvodu se vrátila k rodnému příjmení Kuchařová.

## Soutěže krásy

### Miss České republiky
Dne 8. dubna 2006 se stala Miss České republiky a získala tituly Miss Sympatie, Miss Sahara, Miss Nejsympatičtější hlas, Miss Elegance v Boby centru v Brně.[zdroj?]

### Miss World

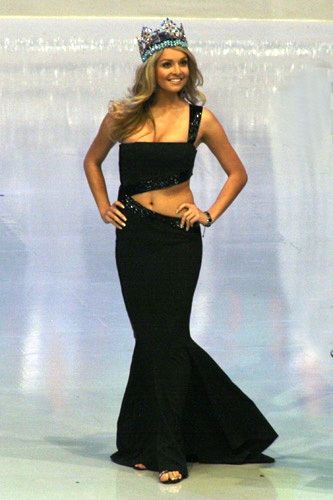
Taťána Kuchařová jako Miss World 2006

Začátkem září 2006 odletěla na mezinárodní soutěž krásy Miss World. V dílčích kategoriích se umístila na 2. místě v soutěži Miss Bikiny, na 4. místě v Peoples Choice Award (tipovací internetová soutěž) a na 6. místě v soutěži Miss Designer. Společenskou róbu z bílého saténu jí navrhovala česká návrhářka Hana Havelková. Dne 30. září 2006 se konalo finále v Paláci kultury a vědy ve Varšavě, kde zvítězila nad 103 konkurentkami z celého světa a stala se jako první Češka v historii Miss World. Získala také vedlejší titul Miss Northern Europe.

## Profesní život
Jako úřadující Miss World se účastnila několika humanitárních projektů na regionální i mezinárodní úrovni (USA, Vietnam, Čína, Irsko, Severní Irsko, Anglie, Ukrajina, Mexiko). Od listopadu 2008 do roku 2010 byla prezidentkou soutěže Miss České republiky (poté byla soutěž sloučena s Českou Miss).[zdroj?]

### Modeling
Během modelingové kariéry spolupracovala nebo se stala tváří společností, jakými jsou Golden Lady swimwear, Oriflamme, Wella, John Frieda Hair Care, Nardelli Gioielli, Jaguar, Dermacol, L'Oréal Professionnel, Bali Lingerie, Bomton, Klenoty Aurum, Adidas. Předváděla také pro značky Dior, Emanuel Ungaro, Golden Lady swimwear, Elie Saab a pro české módní tvůrce a návrháře jako Liběna Rochová nebo Ivana Mentlová.[zdroj?]
Spolupracovala s módními časopisy a médii v rámci módy či fashion story, jakými jsou Harper's Bazaar, Elle, InStyle, Cosmopolitan, Hi Society, W magazine, Zink magazine, Blank Magazine, Baby Vogue či Fashion TV.[zdroj?] 
Spolupracovala s fotografy Tony Duranem, Michaelem Donovanem, The Riker Brothers, Paulem De Lunou, Liviem Mancinellim, Klausem Witheckem a dalšími. Spolupracovala také s českými a slovenskými fotografy, jakými jsou Matuš Toth, David Turecký, Lukáš Dvořák, Robert Stano, Jadran Šetlík, Branislav Šimončík, Jiří Turek nebo Goran Tačevský.[zdroj?]

### Herectví a účinkování v televizních médiích

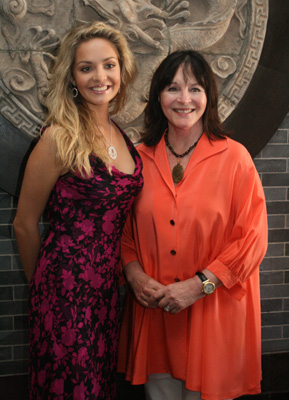
Taťána Kuchařová a ředitelka Miss World Julia Morleyová

Účinkovala v několika filmových a televizních projektech. Jako modelka spolupracovala s českým režisérem Maxmiliánem Turkem na natáčení několika videoklipů a reklamních kampaní. Účastnila se natáčení videoklipu s Justinem Timberlakem pro píseň Fascinated, na kterém spolupracovala v Los Angeles s americkým režisérem Collinem Tilleyem.[zdroj?]
V roce 2013 hrála ve snímku The Big Meet, objevila se v filmu Donšajni oscarového režiséra Jiřího Menzela. V českém seriálu Gympl s (r)učením omezeným ztvárnila roli Kristýny. Objevila se rovněž v seriálu Tag Series či Clay’s P.O.V., který se vysílal v Kanadě. V roce 2015 měl premiéru televizní celovečerní film Správnej dres, ve kterém ztvárnila hlavní ženskou roli.[zdroj?]
Účinkovala v řadě show, talk show či dokumentech v České republice i zahraničí. Společně s Michaelem Palinem účinkovala v jeho britském dokumentu o České republice. Účinkovala v čínském pořadu pro mládež Day Day Up.[zdroj?]
V roce 2013 se zúčastnila šesté řady taneční soutěže České televize nazvané StarDance …když hvězdy tančí, v níž ve dvojici s Janem Onderem skončila na druhém místě.[zdroj?]

### Společenské a kulturní akce
V říjnu 2006 předávala jednu z britských televizních cen National Television Awards v Londýně. Českou republiku reprezentovala na světové výstavě Expo 2010 v Šanghaji. Jako čestný host se opakovaně zúčastnila mezinárodních filmových festivalů v Cannes, Benátkách, Dubaji či Karlových Varech.[zdroj?]
Při příležitosti 25. výročí sametové revoluce byla ve Washingtonu, D.C. představena Madeleine Albrightovou jako lídr mladé generace a zakladatelka nadace pomáhající seniorům. V této souvislosti přečetla osobní dopis prezidenta Václava Havla z vězení adresovaný jeho ženě Olze Havlové.

### Nadace
Dne 25. června 2008 založila nadaci Krása pomoci, která je zaměřena na pomoc seniorům a s tím související otázky stárnutí populace a mezigeneračních vztahů. V nadaci vystupuje v roli předsedkyně správní rady a fundraisera. Od svého založení nadace podpořila projekty, které pomáhají seniorům žít důstojný život v domácím prostředí a s profesionální péčí. V roce 2015 prezentovala činnost své nadace na půdě OSN v New Yorku a v Ženevě.
Díky své činnosti zaměřující se dlouhodobě na pomoc seniorům byla označena světovou mezinárodní organizací World Network of Young Leaders and Entrepreneurs (WNYLE) jako mezinárodní lídr mladé generace.